# The Nightmare of Being
The Nightmare of Being är det svenska melodiska death metal-bandet At the Gates sjunde studioalbum, släppt 2 juli 2021, via Century Media Records. Albumet fick goda recensioner från utländsk likväl som svensk press. 

## Låtlista

### Standardutgåva
1. "Spectre of Extinction" – 4:49
2. "The Paradox" – 4:43
3. "The Nightmare of Being" – 3:49
4. "Garden of Cyrus" – 4:25
5. "Touched By the White Hands of Death – 4:07
6. "The Fall Into Time" – 6:45
7. "Cult of Salvation" – 4:24
8. "The Abstract Enthroned" – 4:26
9. "Cosmic Pessimism" – 4:31
10. "Eternal Winter of Reason" – 3:38

## Medverkande
- Tomas Lindberg Redant - sång
- Martin Larsson – gitarr
- Jonas Stålhammar - gitarr
- Jonas Björler - bas
- Adrian Erlandsson - trummor